# Два миллиона карбованцев
Два миллиона карбованцев  (укр. Два мільйони карбованців) — номинал памятных монет Украины, обращавшихся на территории страны в 1995—1996 годах.

## Памятные монеты
В 1996 году Национальный банк Украины выпустил 5 серий серебряных памятных монет номиналом 2 000 000 карбованцев. Все монеты имеют идентичные параметры: вес 31, 1 г, диаметр 33 мм, качество чеканки пруф, гурт рифлёный.
| Название                                  | Тираж  | Дата выпуска   | Аверс | Реверс |
| ----------------------------------------- | ------ | -------------- | ----- | ------ |
| 50 лет Организации Объединенных Наций     | 10 000 | 7 марта 1996   |       |        |
| 10 лет Чернобыльской аварии               | 10 000 | 26 апреля 1996 |       |        |
| 100 лет Олимпийским играм                 | 10 000 | 10 июля 1996   |       |        |
| Первое участие в летних Олимпийских играх | 10 000 | 10 июля 1996   |       |        |
| Независимость                             | 10 000 | 1 августа 1996 |       |        |